# Pierre de Tarentaise (cisterciák)
Svatý Pierre de Tarentaise, O.Cist. († 1174) byl římskokatolický duchovní, člen cisterciáckého řádu, později opat a biskup. V katolické církvi je uctíván jako světec.

## Život
Není známo, kdy a kde se Pierre narodil. Byl zřejmě jedním z mnichů, kteří následovali Roberta z Molesme do pustiny v Cîteaux, kde jako reforma benediktinského mnišství vznikl cisterciácký řád. Později, asi roku 1120, se stal opatem v La Ferté, nejstarším dceřiném klášteře Cîteaux. Inicioval založení kláštera v Tiglieto, což byl první cisterciácký klášter na sever od Alp.
Roku 1142 byl požádán, aby se ujal jako arcibiskup osiřelé arcidiecéze Tarentaise. Byl prvním cisterciákem, který byl vysvěcen na biskupa. Jako arcibiskup se snažil urovnávat spory mezi šlechtou a do své arcidiecéze uvedl řeholní kanovníky z Agaune. Zemřel v roce 1174 (přesné datum není známo) a později začal být uctíván jako svatý. Cisterciácké Menologium jej připomíná současně se slavností svatých apoštolů Petra a Pavla – 29. června.